# Dafroza Gauthier
Dafroza Gauthier, née Dafroza Mukarumongi le 4 août 1954 à Astrida (Rwanda) est une ingénieure chimiste et militante franco-rwandaise.
Elle est connue pour sa traque des responsables du génocide des Tutsis au Rwanda sur le territoire français afin de les traduire en justice.
Elle est mariée à Alain Gauthier, avec qui elle fonde le Collectif des parties civiles pour le Rwanda (CPCR), et a pour gendre le chanteur et écrivain franco-rwandais Gaël Faye.

## Biographie

### Situation personnelle

#### Jeunesse
Dafroza Mukarumongi est née le 4 août 1954 à Astrida, rebaptisée Butare après l’indépendance. Elle est issue d'une famille de pasteurs tutsi originaire du sud du Rwanda.
Alors qu’elle avait neuf ans, son père trouve la mort durant les massacres survenus à Gikongoro en 1963. Elle trouve refuge dans l'église de Kibeho pour échapper aux massacres.
À la même époque, au début des années 1960, Dafroza voit sa maison brûlée et détruite et son instituteur d'école primaire décapité. À la suite de ces événements tragiques, Dafroza et sa mère quittent leur maison et se réfugient chez des membres de la famille. Elle grandit donc dans un environnement familial essentiellement féminin.
Elle étudie au collège dans la région de Butare avant d'intégrer le lycée de Kigali, capitale du Rwanda.

#### Exil et installation en France
À la suite du coup d'État de 1973 (en), Dafroza est contrainte à l'exil en raison des pogroms massifs dont sont victimes les Tutsis. Sur les conseils de sa mère, elle quitte le Rwanda dans la précipitation et fuit en compagnie d'une dizaine d'autres Rwandais avec l'aide d'un prêtre.
Avec sa sœur, elle trouve refuge dans un premier temps au Burundi près de la ville de Kirundo, au nord du pays, puis dans l'ancienne capitale Bujumbura. En septembre 1973, elle gagne la Belgique où, accueillie par son frère aîné, elle poursuit ses études.
En 1975, elle fait la connaissance d'Alain Gauthier, alors étudiant en théologie et enseignant le français dans une mission catholique à Butare. Elle l'épouse en 1977 et obtient la nationalité française. Ensemble, Alain, professeur de français et chef d'établissement scolaire, et Dafroza, ingénieure chimiste, s'installent à Reims où ils vivent depuis le début des années 1980. Jusqu'en 1989, le couple Gauthier se rend régulièrement au Rwanda durant les vacances avec leurs trois enfants pour rendre visite à la mère de Dafroza.

#### Printemps 1994: le génocide des Tutsis
À la fin du mois de février 1994, Dafroza se rend, comme chaque année, à Kigali pour voir sa famille : elle assiste alors aux prémices du génocide et se voit contrainte d'écourter son séjour.
Le 8 avril 1994, sa mère Suzana Mukamusoni est abattue par balles devant l’église Charles-Lwanga à Nyamirambo (en), au lendemain de la mort du président rwandais Juvénal Habyarimana. Elle apprend la nouvelle du père Henri Blanchard, curé de cette paroisse de Kigali.
D'avril à juin 1994, Dafroza suit, impuissante, la terrible progression des massacres et tente, avec son mari, d'alerter l'opinion publique à travers des pétitions, de manifestations et des tribunes dans la presse. Durant cette période, elle héberge deux de ses cousins. La quasi-totalité de sa famille maternelle est décimée en l'espace de quelques mois, soit près de 80 personnes.

### Après le génocide: combat pour la justice

#### 1996-2001: naissance d'un engagement
En 1996, Dafroza se rend au Rwanda avec son mari Alain. Elle retrouve une cousine rescapée du génocide dont le mari et les deux enfants ont perdu la vie. Durant son séjour, elle écoute avec effroi les récits des rescapés. Puis, elle se décide à transmettre les témoignages des victimes à un avocat parisien.
En 2001, elle assiste aux audiences du premier procès post-génocide, connu sous le nom de procès des Quatre de Butare. Celui-ci se tient à Bruxelles où une cour d'assises est appelée à se prononcer sur des accusations portées contre quatre Rwandais soupçonnés d'avoir participé au génocide. Dès lors, elle s'engage activement, aux côtés de son mari, pour la justice.
Le 26 avril 2001, dans une tribune au quotidien La Croix, elle appelle la France à reconnaître « la responsabilité qui fut la sienne dans cette période troublée de l'histoire du Rwanda ».

#### 2001: création du Collectif des parties civiles pour le Rwanda (CPCR)
En novembre 2001, elle fonde avec son époux, Alain Gauthier, le Collectif des parties civiles pour le Rwanda (CPCR). Depuis, elle œuvre sans relâche à la recherche des individus ayant joué un rôle actif dans le génocide et s'étant réfugiés en France et à leur comparution devant les tribunaux.
En effet, en raison des liens historiques entre Paris et le régime du président rwandais Juvénal Habyarimana, nombre de génocidaires ont trouvé refuge en France après 1994 et bénéficié pendant des années d'un accueil complaisant que dénoncent les Gauthier.
Le couple se rend trois à quatre fois par an au Rwanda à la recherche de témoignages de survivants, d'ex-tueurs, de prisonniers. Ils collectent des informations sur place et constituent des dossiers qu'ils transmettent à la justice française.
En 2007, une des premières plaintes déposées par le couple concerne le médecin Eugène Rwamucyo. Ce dernier est jugé en octobre 2024 et condamné le 30 octobre 2024 à vingt-sept ans de réclusion criminelle pour complicité de génocide et complicité de crimes contre l’humanité.
Ensemble, Alain et Dafroza Gauthier sont à l'origine de la quasi-totalité de la trentaine de plaintes déposées en France contre ces ressortissants rwandais suspectés d'avoir pris part au génocide des Tutsis au Rwanda et vivant sur le territoire français. Parmi eux, le haut-fonctionnaire Laurent Bucyibaruta, le financier Félicien Kabuga, le gendarme Philippe Hategekimana, le colonel Aloys Ntiwiragabo, l’ex-première dame du Rwanda Agathe Habyarimana mais aussi un prêtre, le père Wenceslas Munyeshyaka, ancien curé de l'église de la Sainte-Famille de Kigali, ou encore un médecin, le gynécologue Sosthène Munyemana.

#### Depuis 2014: les premiers procès
Déplorant la lenteur de la justice française à se saisir des dossiers et à mener les investigations, ce qui favorise l'impunité, Dafroza Gauthier accueille favorablement la constitution, en janvier 2012, d'un pôle « génocides et crimes contre l'humanité » au sein du tribunal de grande instance de Paris. La création, en novembre 2013, de l'Office central de lutte contre les crimes contre l'humanité, les génocides et les crimes de guerre (OCLCH) permet également une accélération des procédures judiciaires.
En février 2014, s'ouvre ainsi le premier procès d'un des protagonistes du génocide, l'ex-officier de la Garde présidentielle rwandaise Pascal Simbikangwa. À cette occasion, Dafroza Gauthier témoigne devant la cour d'assises de Paris. Pascal Simbikangwa est condamné pour crimes de génocide et complicité de crimes contre l’humanité.
En 2020, le couple, régulièrement surnommé « les Klarsfeld du Rwanda », – en référence aux chasseurs de nazis Beate et Serge Klarsfeld – estime qu'une centaine de génocidaires vivraient en France, en toute liberté. Si un certain nombre de planificateurs du génocide, commanditaires ou tueurs ont été condamnés au Rwanda, par le Tribunal pénal international pour le Rwanda (TPIR), et à l'étranger, beaucoup continuent d'échapper à la justice. Kigali a adressé une cinquantaine de demandes d'extradition à la France mais la plus haute instance judiciaire en France, la Cour de cassation, s'est constamment opposée aux extraditions de Rwandais soupçonnés d'avoir pris part au génocide, en vertu du principe de non-rétroactivité de la loi.
En 2024, soit trente ans après le génocide et dix ans après l'ouverture des premiers procès, une dizaine d'hommes ont été jugés et condamnés en France pour leur participation au génocide à des peines allant de quatorze ans de réclusion criminelle à la perpétuité mais seulement trois définitivement, les autres ayant fait appel de leur condamnation.

#### Passeuse de mémoire
Dafroza Gauthier intervient régulièrement dans les collèges, lycées et universités pour lutter contre l'oubli et transmettre la mémoire du génocide.
Par son action, elle entend également lutter activement contre le révisionnisme.

« Nous sommes les témoins de cette mémoire, nous sommes les héritiers de cette histoire. Au Rwanda, on a pu tuer les Tutsis sans être inquiétés de 1959 à 1994. Mais la justice contribue à réhabiliter les victimes, c’est une arme contre l’oubli, contre le négationnisme. Vous avez entendu ici même les souffrances des victimes ? On ne pourra plus dire que cela n’a pas eu lieu. »

En novembre 2017, le couple s'est vu remettre par le président rwandais Paul Kagame à Kigali l'Ordre national de l'amitié exceptionnelle pour honorer leur service à la nation rwandaise. Elle est régulièrement accusée d'être un agent du Front patriotique rwandais (FPR), à la solde du président Paul Kagame.
En 2021, elle salue la reconnaissance par le président de la République Emmanuel Macron du rôle de la France dans le génocide des Tutsis.
En 2023, un film documentaire et une bande dessinée, Rwanda, à la poursuite des génocidaires, retracent le combat du couple Gauthier alors que s'ouvre, le 13 novembre, un sixième procès pour génocide au Rwanda à Paris.
En 2024, elle participe aux commémorations du trentième anniversaire du génocide des Tutsis.